# Motor War Car

Simms Motor War Car (1898)

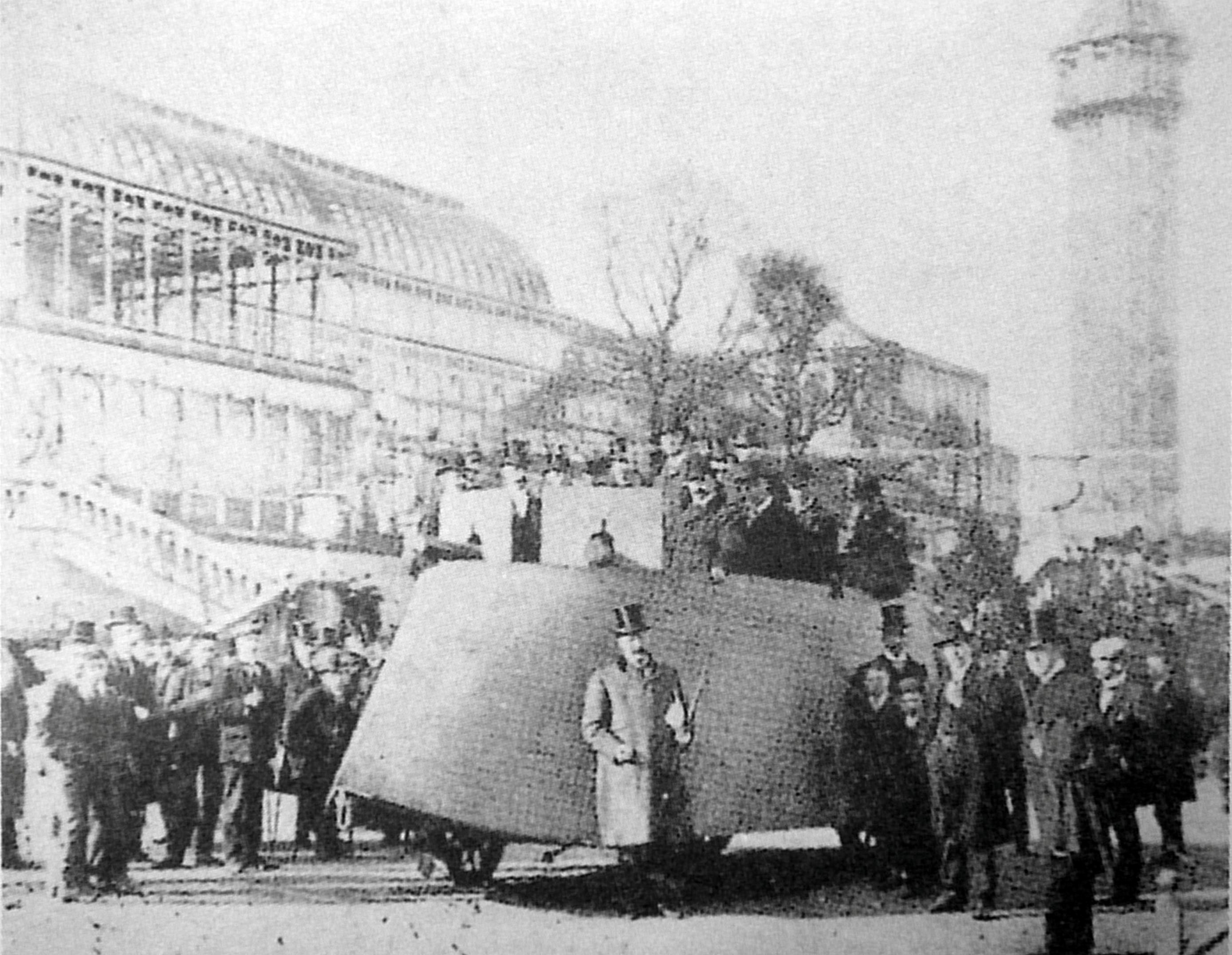
Motor War Car von Simms bei der internationalen Weltausstellung 1902 vor dem Crystal Palace in London

Motor War Car ist die Bezeichnung des frühesten bekannten Panzerwagens, der von einem Verbrennungsmotor angetrieben wurde und mit Bewaffnung ausgestattet war. Das Fahrzeug wurde von Frederick Richard Simms im Jahr 1902 vorgestellt und gilt als früher Radpanzer mit Maschinengewehr und Verbrennungsmotor.
Simms hatte vor dem Motor War Car den Motor Scout vorgestellt und gilt damit als Schöpfer der ersten Fahrzeuge mit diesen Merkmalen.